# 利多富電腦公司
利多富電腦公司（Nixdorf Computer AG）是一家（德國）電腦公司，於1968年由海因茨·尼克斯多夫在德國帕德博恩市所創辦。該公司曾是歐洲第四大的電腦公司，並在銀行系統領域中擁有全球性的專家技術服務團隊。過去該公司的主力產品為886x家族的銀行網路電腦（Banking Network Computer，簡稱：BNC），該電腦使用專屬性的作業系統，除此之外的其他產品還包括收銀機（Point Of Sale，簡稱：POS）系統及數位電話交換系統。
1990年,該公司由西門子公司（Siemens）收併，自此改名為西門子利多富資訊系統，之後，西門子利多富資訊系統公司一分為二，一部份歸入富士通-西門子電腦公司（Fujitsu Siemens Computers，有些地方也會簡寫成：FSC），另一部份则被科尔伯格-克拉维斯-罗伯茨和Goldman Sachs Capital Partners收购成為Wincor-Nixdorf。
2016年,Wincor-Nixdorf被Diebold Inc.收购组成Diebold Nixdorf公司，而Wincor-Nixdorf在中國大陸則和航天信息組成合資公司航信德利（AISINO WINCOR），航天信息、Wincor-Nixdorf分别持有51%、43.56%的股权。合资公司航信德利（AISINO WINCOR）继承了Wincor-Nixdorf中国区域内所有业务和员工。

## 附註
1. ^  - POS具有多種翻譯稱呼，如銷售點、收銀系統、銷售點系統、端末收銀系統、端末銷售點系統，不過最通用俗稱的為「收銀機」。

## 外部連結
- Heinz Nixdorf博物館 - （德文）
- Diebold Nixdorf官網 （页面存档备份，存于） - （英文）
- 航信德利官網 （页面存档备份，存于） - （简体中文）

1. ↑   (PDF). diebold.com. March 24, 2016  [2016-07-12]. （原始内容 (PDF)存档于2017-02-21）.
2. ↑  航天信息携手ATM巨头德利多富 发力金融支付全产业链 （页面存档备份，存于）.搜狐網.